# 廬城部枳莒喩
廬城部 枳莒喩（いおきべ の きこゆ、生没年不詳）は、古墳時代の豪族。姓は連。

## 系譜
廬城部氏（伊福部氏）は、「伊福吉部」・「五百木部」とも表記し、「いふくべ」とも読み、大化の改新以前の部民に由来している。景行天皇の皇子、五百城入彦皇子の名代とする説もある。以下に述べるように、枳莒喩の息子の武彦（たけひこ）は湯人（ゆえ）として朝廷に仕えていたわけであるが、そこから湯を扱う下級官吏として、息吹（いふき）が訛ったものだとする説もある。
『新撰姓氏録』は、「五百木部連」は尾張連と同じ祖先で、火明命（ほあかりのみこと）の子孫であるとしている。宮城十二門の一つ、殷富門（いんぷもん）の名前の由来にもなっている。

## 経歴
雄略天皇3年（推定459年）に、湯人として朝廷に仕えていた息子の廬城部連武彦が伊勢斎宮の稚足姫皇女を犯し、妊娠させたと讒言された。彼は災禍が我が身に及ぶのを恐れて息子を廬城河へ誘い、潜水して鵜飼をする真似をして、不意に息子を打ち殺した。のちに無罪と分かり、息子を殺したことを後悔し、流言を流した阿閉臣国見を恨み、殺そうとしたという。
それからほぼ50年後、『書紀』巻第十八によると、安閑天皇元年閏12月（推定535年）娘の幡媛(はたひめ)が物部尾輿の瓔珞（ようらく／くびたま＝玉を連ねて作った首飾り）を偸み取って、春日皇后に献上したという事件があった。事が発覚したため、枳莒喩は幡媛を采女丁（うねめのよほろ＝采女の召使い)として献上し（春日部采女とのちに呼ばれるようになった）、安芸国の過戸（あまるべ）(広島県安芸郡府中町の多家神社あたりに当たる)の廬城部屯倉(いおきべのみやけ)を天皇にさしだして、娘の贖罪をした。もっともこのことで恐れを抱いたのは、物部尾輿側もであって、事が自分に原因があることでもあったため、不安に感じた。そこで用心して、大和国の十市部（といちべ）、伊勢国の来狭狭（くささ）村・登伊（とい）村の贄土師部（にえのはしべ）、筑紫国の胆狭山部を献上したという。